# Konvergentna granica
Konvergentna granica (ili aktivni rub) je granica litosfernih ploča koja se javljaja na mjestu gdje se dvije ploče pomiču jedna prema drugoj obično tvoreći zonu subdukcije (ako jedna ploča tone pod drugu) ili kontinentalne kolizije (ako obje ploče sadrže kontinentalnu koru). Dubokomorski su jarci tipični za zone subdukcije. Zbog trenja i zagrijavanja subducirane ploče, gotovo su uvijek povezane s vulkanizmom. Najbolji su primjeri za ove procese Ande u Južnoj Americi i Japanski otočni luk.